# Tail (скейтбординг)

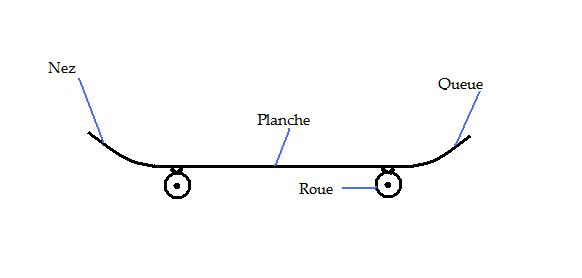

Tail (тейл, від англ. хвіст) — менший із двох загинів скейтборду, що є його задом.
Термін «тейл» використовувався при створенні назв деяких трюків, які мають безпосереднє відношення до цієї частини дошки, наприклад: tailslide, tailgrab.
Основні проблеми не тільки з хвостом, але і з носом виникають при катанні, це розшарування і сточування. Щоб уникнути першого трюку слід приземлятись на болти. Щоб уникнути другого потрібно утриматися від гальмування хвостом/носом (в залежності від того який з загинів знаходиться під щелчковою ногою); це продовжить хвосту життя і збереже амплітуду стрибків.